# Време
Време (ијек. вријеме) трајан је, непрекидан редослед постајања и догађаја који се одвијају у очигледно неповратном смеру од прошлости, кроз садашњост ка будућности.
Време је један од основних појмова у филозофији, науци, религији и уметности. Време се често описује као линеарни континуум, неповратни след који се протеже према назад (у прошлост) и према напред (у будућност). Зависно од теоријског оквира, овај след се схвата као бесконачан или као коначан.
У физици, време је једна од основних физичких величина, која се одређује помоћу кретања небеских тела. У филозофији, време је димензија следа бића једног након другог, бивања ствари у промени њиховог настајања и нестајања, за разлику од простора као димензије која омогућује опстанак бића једнога поред другог. У многим религијама постоји подела на апсолутно (вечно, ванвремено) и релативно (самерљиво, емпиријско, астрономско) време. Ова два времена паралелно теку; понекад се може изаћи из самерљивог и укључити у ванвремено, као током медитативног процеса.
Насупрот модерног схватања времена, неке друге културе време не опажају у бескрајном простирању, или чак не поседују реч за време. Концептуализовање и апстраховање нечега што се назива време није заједничко свим културама, али је људском роду својствено да користи временску димензију како би се оријентисао у оквирима стварности.
Појам простора и појам времена су у филозофији неразлучиви.

## Време у миту и религији
Као темељно средство оријентације за сва људска бића, време је од суштинског значаја за религијско мишљење. Различита религијска схватања времена имају често облик једноставних геометријских фигура, као што су линија и круг. Обично се архајска и индијска схватања повезују с кругом (циклично време) а јеврејска, хришћанска и конфучијанска с правом линијом (линеарно време).
Уобичајено је, али погрешно, да се линија тумачи као отворена, прогресивна, усмерена ка прошлости тако и будућности, док је круг затворен, репетитиван и негира прошлост и будућност. Но геометријске метафоре заводе на погрешан пут. Ниједно циклично схватање заправо не прописује тачно понављање; увек постоји неки аспект који времену даје усмереност. Слично томе, у схватањима која изгледају праволинијска, обично постоје кружења. На пример, литургијски календари имају изразито репетитиван карактер у својим седмичним и годишњим циклусима.

### Архајско схватање
Архајско схватање времена се заснива на веровању да је понављање светих догађаја који су се одиграли на почетку времена неопходно за људску оријентацију. Постоји редовно, периодично враћање и понављање тог првог времена. Време се обнавља сваке године, као и све што је створено. Ово обнављање обично се слави и остварује ритуалом нове године који прво доводи космос у стање распада симболизовано преокретањем свих вредности и периодима оргијања. Из тог повратка у стање хаоса пре стварања света, свет се поново уобличава поновним оживљавањем космогонијских чинова.
Према Елијадеовом тумачењу, управо је понављање поступака богова или предака, који су створили свет и успоставили начин живота, оно што времену даје смисао. Он закључује да је време, пошто отеловљује вечно понављање светих чинова, по свом карактеру суштински религијско. Архајско схватање пориче непоновљиви и иреверзибилни аспект времена, па се време, дакле, може обновити преокретањем и враћањем. Елијаде архајском супротставља историјско схватање времена, које одликује западну цивилизацију, где долази до нагомилавања догађаја у историји, односно онога што он назива »терором историје«.

### Грчка митологија
У грчкој митологији, време симболизује Хронос. Хрон је у грчко-римским мозаицима приказиван као Еон, персонификована вечност. Он стоји наспрам неба и држи точак на коме су исписани знаци зодијака. Испод њега, Геја (Земља) је обично лежала.

### Јеврејско схватање
Као што је изложено у јеврејској Библији, Божији чин стварања произвео је космос и успоставио време дајући историји њен почетак. У погледу времена, Бог је истовремено и трансцендентан (творац историје и света) и иманентан (активан учесник историје). По том хебрејском схватању, време не стагнира, јер не само да постоји почетак времена, већ и крај, ка коме је историја усмерена.
Историја није једноставно одвијање Божијег плана који његов народ вољно следи, јер када је Бог начинио слободна бића, он је у историју увео елемент неизвесности. Карактер историје се, сходно томе, пре опажа у тренуцима несклада него хармоније. Прижељкивани крај времена замишља се као парусија, време када ће месија исправити све грешке историје.

### Хришћанско схватање
Хришћанство схватање времена представља модификацију на Библији заснованог јеврејског схватања. Време се посматра као континуирано низање тренутака у коме догађаји људског живота нагињу будућности како би доспели до свог испуњења. За хришћанску историју, смисао је дат у њеном ишчекивању будућности или њеној потенцијалности. Но најистакнутији аспект хришћанског схватања времена је усредсређеност на Христа, што се осликава у пракси рачунања историје од његовог рођења. То је био врхунски пример Божије интервенције у историји. Догађаји Христовог живота били су управљени ка смрти и васкрсењу, као сврси. Историји, и оном што је претходило и оном што ће доћи, дата је једна осовина, једна тачка на основу које је било могуће одредити смисао и правац. Сва историја пре појаве Христа значајна је у смислу припремања његовог доласка. Сва историја након Христа одмерава се према примеру који је он дао.
Хришћанско схватање времена, као и јеврејско, свој поглед управља на оно што се назива парусија, у овом случају на Христов други долазак. Ово поистовећење краја времена с његовом средишњом тачком најкарактеристичнија је одлика хришћанске историје. То је историја сапета тиме што је у њој Христово царство већ објављено, а ипак није остварило своје крајње испуњење.

### Индијска схватања
У ведама је време највиши покретач, отац Прађапатија, бога свих створења, но стварање је ритам: рађању следи умирање. Година се обнавља у смени која нема краја, симболишући трајање свемира, његово надживљавање смрти, окончавање зарад започињања. Тако је у времену откривена двовалентност — пролазност и смрт, али и обнављање и трајање. Ова двовалентност се јавља и у лику Шиве, божанства које ствара и уништава, производи светове и реапсорбују их у вечном збивању, које иконографија представља плесним покретом: Шива у руци држи бубањ којим изазива представу о звуку, симболу стварања. Но у другој руци има пламен, ватру која на крају сваког раздобља уништава свемир.
Време нема почетка, вечно се одвија; нема почетка времена, као што нема ни почетка стварања. Осим у неким космогонијским митовима, свет није настао; његове године се не броје почев од некаквог утемељења. Он је увек био и биће, у низу циклуса и еона, чије трајање измиче могућностима израчунавања.
Често се наводи да поимање времена у индијским религијама, пре свега хиндуизму и будизму, стоји у контрасту према јудео-хришћанским схватањима. Рана индијска књижевност представља време као бескрајну еволуцију и распадање целокупног космоса, као цикличан процес низања раздобља веома дугог трајања (југа). Живот се у индијским културама посматра као непрекидни низ сељења душе од једног до другог животног облика (самсара) којим управља закон карме.
Низ бесконачних временских циклуса и реинкарнација обично је основ негирања света у хиндуизму и будизму. Пошто животни циклуси у индијским религијама увек теже самоукидању, не постоји никаква нада за испуњењем у оквирима времена. Стога се сви сотериолошки системи у Индији заснивају на отрежњењу од космичке илузије, да су догађаји који се одигравају у времену стварни. Било која ствар или догађај, постављени према позадини учења о космичким циклусима, постају безначајни. Стога је једина могућност избављење из времена. У Индији се религијски циљеви често исказују у терминима временских категорија које су превазиђене. Буда је, на пример, описао себе као онога ко је трансцендирао еоне, као човека који није од времена.
Упркос суштинској нестварности космоса и времена, битна је људска делатност у овом свету. Све велике индијске религије, ђаинизам, хиндуизам и будизам, подстичу људе да делају морално, користећи време као средство за постизање избављења.

### Кинеска схватања
Посвећеност историји је била дубоко укорењена у кинеској цивилизацији много раније него у западним цивилизацијама. Сведочанство о томе иде од брижљивог датирања објеката и натписа до непрекидног писања историја династија од династије Чоу (1111—249. п. н. е.) надаље. Развој астрономског и механичког мерења времена у Кини вековима је претходио сличном развоју на Западу.
Таоизам је, међутим, још од древних времена показивао наклоност према цикличним менама, поготово када су илустроване аналогијама са животним циклусима природе. Кинески будизам је задржао учење о космичким циклусима, иако је школа тиентаи тврди да се свет изнова ствара у сваком тренутку.
Конфуцијанизам се постојано држао стварности историје, а Конфуције је веровао да се будућност може предсказати на основу познавања прошлости. Изражена окренутост породици и друштву поткрепљивала је схватање да историја представља арену смисленог људског делања и пут који води испуњењу. Обожавање предака и оданост родитељима не само да су имали религијски значај већ су служили процесу владања и друштву.

## Време у филозофији
Појам времена филозофски системи преузимају од мита и покушавају да га појме на различите начине.

### Античка
Хераклит је одредио време као чисто мењање тако да оно, у својој суштини, и јесте и није.
Аристотел је поимао време као дељиви континуум који се не може свести на збир невремених тренутака, као услов промене и кретања који се не може свести на промену и кретање и као број који се броји — садашњост је за време исто што и јединица за бројни низ. Аристотел дефинише време као „број кретања према ономе што је било раније и што ће бити касније”. Овај појам времена остаје меродаван вековима све до Њутнове теорије »апсолутног времена«.
Спекулације о суштини времена јавиле су се у персијској филозофији, под утицајем Грка. У маздаизму се време сматрало извором свег појављивања и постојања, укључујући Бога и Ђавола (Ахура Мазду и Ангра Маињу). Време је непокретни покретач, будући да се само не креће, а ипак управља свиме. У Ирану су таква умовања довела до појаве зурванистичких школа, које претпостављају постојање бескрајног времена као првог и највишег творца.
Неке школе индијске филозофије такође су поставиле време изнад свега. Обзиром да се све промене одигравају у њему, време је сматрано управитељем свемира: ствари се рађају, мењају и умиру под дејством времена, које је врховни принцип космичког бивања. Овакви мислиоци су познати као калавадин, следбеници »теорије времена«. Калавада представља индијску паралелу зурванизма.
Будистичка филозофија тврди да време није супстанца, већ само низ: континуитет је илузија. Време је конструкција нашег мишљења, баш као и простор. Ова два појма зависе један од другог, јер се временски след подудара с развијањем неког просторног низа. Време је само мењање и след; у будизму нема места никаквој продуженој садашњости. Самим тим што је тренутна, садашњост је већ прошлост у часу када о њој размишљамо. Чулни органи могу да ступе у контакт само с појединим моментима, па зато и опажање може да буде само тренутно, одмах пролази, те је представа о континуитету чисто имагинарна.

### Средњовековна
Тешкоће око дефинисања времена означио је Августин следећим, често цитираним речима:
Шта је дакле време? Док ме нико не пита, ја знам; кад би, пак, ваљало да то објасним - ја не знам.— Августин, Исповести
Августин је истакао да је време у непосредном односу према људском временском доживљају: оно није напросто ток тренутака, већ и нешто субјективно, пошто је душа својим доживљајем садашњости уједињена с будућношћу и прошлошћу.

### Нововековна
Блез Паскал је време убрајао у „једноставне речи” (фр. mots primitifs) које се не могу и које и не треба покушавати дефинисати:
Ко би је (реч време) могао дефинисати? И зашто предузимати тако нешто, пошто сви људи схватају оно што се хоће рећи кад се говори о времену?— Блез Паскал
Имануел Кант време схвата као темељну мисаону категорију. Кант је тврдио да време има „емпиријски реалитет”, али истовремено и „трансцендентални идеалитет”, јер се време као и простор не може непосредно искусити већ су то априорни услови свеколиког искуства. Кант је сматрао да је време „чиста форма опажаја” која се налази у људском субјекту. Материјал чула човек увек прима у форми простора (форми „спољашњег” чула) и у форми времена (форми „унутрашњег” чула). Сва сазнања имају „априорност” (а priori) обе ове „форме опажаја” као нужну претпоставку.
Време је нужна представа која чини основ свих опажања. У погледу појава уопште, само време не може се уништити, премда се појаве могу издвојити од времена. Време је, дакле, дато априори. Једино у њему могућа је сва стварност појава. Ове појаве могу све скупа да отпадну, али само време (као општи услов њихове могућности) не може се уништити... Време има само једну димензију: разна времена нису једновремено, већ једно за другим (као што разни простори нису један за другим, већ су једновремени).— Имануел Кант
Хегел синтетише разна схватања времена у следећем пасусу:
Време је попут простора, чиста форма чулности или опажања, нечулна чулност, али као што се простора ништа не тиче разлика објективитета и свести, која је субјективна према томе објективитету, тако се она ништа не тиче ни времена. Ако се та одређења примене на простор и време, онда би простор био апстрактни објективитет, а време апстрактни субјективитет... Време је исто тако континуитивно као и простор, јер је оно негативитет који се апстрактно односи на себе, а у тој апстрактности још нема реалне разлике... У времену, каже се, све настаје и пролази, јер оно је управо апстракција самог настајања и пролажења. Ако се апстрахира од свега, наиме од испуњености времена, исто тако од испуњености простора, онда преостаје празно време, као и празан простор - онда су те апстракције спољашњости постављене и предочене као да су оне за себе. Но, не треба рећи да у времену настаје и пролази све, него да је само време то бивање, настајање и пролажење, биткујуће апстрахирање, Кронос који све рађа и све своје творевине разара. Оно реално сигурно је различито од времена, али је исто тако и битно идентично с њиме.— Хегел
Енгелс је сматрао да »основни облици сваког бића јесу простор и време« и »биће изван времена исто је таква крупна бесмислица као и биће изван простора«. Ниче насупрот хришћанске есхатолошке концепције времена поставља своју тезу о »вечном враћању истог«.

### Савремена
Анри Бергсон (1859—1941.) је одбацио рационалистички појам механичког времена као споља мерљивог следа и супротставио му унутрашње „право време” чистог трајања. Према Бергсону, време је „непосредна чињеница свести”. Хусерл разликује космичко време од феноменолошког времена, унутрашњега временског доживљаја које се не може мерити јер је непрекидно и доживљено.
Мартин Хајдегер указује на време као обзор разумевања битка, а временитост означава као темељну структуру људског постојања, одакле произлази и његова повесност — симултаност прошлости, садашњости и будућности.

## Време у науци
У физици, време (симбол: t) је основна физичка величина којом одређујемо положај неког тела у просторно-временском континууму. Појам физичког времена је везан за појаву кретања у универзуму.

### Њутнова физика
Енглески физичар Исак Њутн (1642—1727) уводи појам апсолутног времена као континуираног низа тренутака који се ређају један за другим, творећи непрекидни и универзални ток у којем се све збива. Он претпоставља да иза мерљивог, емпиријског времена, тече објективно и апсолутно време које је услов и коректив мерљивог, емпиријског и психолошког времена. То апсолутно (или метафизичко) време, је право време, насупрот релативном времену које зависи од конвенција мерних система. Према Њутну, време је део темељне структуре свемира.

### Ајнштајнова физика
У 20. веку њутновски појам апсолутног времена коригован је теоријом релативности, којом је Алберт Ајнштајн показао да је време зависно од простора и материје и да се не може независно од њих посматрати. Време се везује за кретање материје и да нема кретања, не би имало смисла ни говорити о времену. Ајнштајново схватање времена, које је одиграло несамерљиву улогу у развоју физике, започиње анализом појма истовремености:
| „                                                                                   | Ако желимо да опишемо кретање неке материјалне тачке, ми дајемо вредности њених координата у функцији времена. При томе, морамо пажљиво имати у виду да математички опис ове врсте нема физичког смисла ако нам није јасно шта подразумевамо под временом. Треба да узмемо у обзир да сви наши искази у којима време игра неку улогу увек су искази о истовременим догађајима. Ако, на пример, кажем: “Тај воз стиже овде у 7 сати”, мислим отприлике овако: “Положај мале казаљке мога сата на броју 7 и долазак воза на станицу су истовремени догађаји. | ” |
| — Алберт Ајнштајн, Електродинамика тела у покрету (Специјална теорија релативности) | |   |

Развијајући даље ову своју идеју, Ајнштајн са анализе истовремености догађаја на истом месту прелази на анализу догађаја који се дешавају на просторно удаљеним местима, па каже:
| „ | Ако се у тачки А налази часовник, посматрач у А може да одреди време догађаја у непосредној близини А одређујући положаје казаљки симултано са догађајима. Ако се у тачки Б налази други часовник у сваком погледу сличан оном у А, посматрачу у Б је могуће да одреди време догађаја у непосредној околини Б. Али није могуће, без даљњих претпоставки, временски упоређивати један догађај у А са једним догађајем у Б. Ми смо до сада дефинисали само време у А и време у Б. Ми нисмо дефинисали заједничко време за А и Б. Оно може да се дефинише постављајући по дефиницији да је време потребно светлости да пређе пут од А до Б једнако времену за које светлост прелази од Б до А. | ” |

Ајнштајн је помоћу постулата о константности брзине светлости нераскидиво повезао времена са простором у јединствену димензију простор-времена, која се сматра четвртом димензијом простора.

### Савремена наука
Успон науке и развој технологије повезани су са све већом прецизношћу мерења времена. Принципи савремене физике заснивају се на временским категоријама, а прецизно мерење времена и тачност од суштинског су значаја за развој технологије и координацију, временско планирање и одржавање активности када су у питању велике групе људи.

## Мерење времена
Постоји конвенционално мерење времена које је прихваћено свуда у свету. Време се мери према равномерном кретању небеских тела (у првом реду Сунца и Месеца), чија се путања дели на једнаке одсечке, тако да рашчлањавање просторног кретања истовремено омогућује разлагање времена у временске одсечке. На овоме почива принцип часовника. Време је могућно бескрајно делити на мање временске јединице. Најмања опажљива временска јединица јесте трен.
Време је једна од седам основна физичких величина СИ система, а секунда је једна од седам основних јединица. Веће јединице времена, као што су минут, сат и дан јесу уобичајене мада не спадају у СИ систем, већ су прихваћене као придружене СИ систему. Секунда је прво дефинисана као 1/86.400 просечног соларног дана, али је касније прихваћена неупоредиво прецизнија дефиниција која је везана за атомску физику:
С обзиром да постоји потреба да се свуда у свету време мери и изражава на јединствен начин, то је цела земаљска кугла подељена на 24 часовне зоне. Једна од њих, Гриничка је проглашена за референтну, нулту, и у односу на њу се све остале мере. За научне и друге потребе постоје прецизни атомски часовници који дају референтно време и у односу на које се остали часовници намештају.

## Психолошко време
Време је једнако везано за физички свет и за персоналну егзистенцију. Време је могућно тумачити, истраживати помоћу различитих духовних способности. Садашњости одговара психолошка способност перципирања, прошлост стоји у вези с памћењем, док је будућност условљена моћима анализе и рационалног предвиђања. Психолошкој структури времена одговара граматичка структура глагола. У психолошком смислу, два објективно једнака временска периода (измерена физичким мерама) могу се причинити неједнака, што је често служило као тема у уметности.